# Ciudad de la Paz
Ciudad de la Paz (tidigare benämnd Oyala och Djibloho) är en planerad stad under uppbyggnad i Ekvatorialguinea, tänkt att ersätta landets nuvarande huvudstad Malabo. Staden förväntas stå färdig 2020 och är dimensionerad för 200 000 invånare. Därmed flyttas huvudstaden från ön Bioko till fastlandet.